# Kachapur, Jevargi
Kachapur là một làng thuộc tehsil Jevargi, huyện Gulbarga, bang Karnataka, Ấn Độ.